# Kasuya Takenori
Kasuya Takenori (糟屋 武則?; 1562 – 1607) è stato un samurai giapponese del periodo Sengoku, servitore del clan Toyotomi.

## Biografia
Takenori fu il secondo figlio di Kasuya Tadayasu, un servitore del clan Bessho della provincia di Harima. Ricevette il titolo di Naizen no Kami (内膳正?). Dopo la campagna di Chūgoku Takenori divenne un servitore di Toyotomi Hideyoshi grazie alla raccomandazione di Kuroda Kanbei.
Takenori raggiunse la notorietà grazie alle sue gesta nella battaglia di Shizugatake, dove venne conosciuto come una delle Sette Lance di Shizugatake, e per questo ricevette uno stipendio di 3.000 koku da Hideyoshi. Servì anche nella campagna Coreana e successivamente gli fu assegnato il castello di Kakogawa nella provincia di Harima.
Durante la battaglia di Sekigahara fu l'unico tra le "Sette lance" a schierarsi con l'esercito occidentale di Ishida Mitsunari e si unì all'attacco al castello di Fushimi. I suoi possedimenti vennero confiscati dopo la battaglia, ma alla sua famiglia fu in seguito concesso uno stipendio di 500 koku, e gli fu dato lo status di hatamoto sotto il controllo dello shogunato Tokugawa. Nonostante questo piccolo ripristino delle fortune familiari, subito dopo la morte di Takenori la linea Kasuya ebbe fine.
Oggi, lo yari di Takenori è esposto al Museo della città di Nagahama, presso il castello di Nagahama.
Anche se molto famoso, Takenori ebbe altri famosi parenti. Suo fratello fu un altro guerriero dell'era Sengoku, Kasuya Tomomasa, mentre suo nipote era il famoso arciere e servitore del dominio di Aizu, Kasuya Takenari (糟 屋 武 成).